# God of War (serija)
God of War (angleško Bog vojne) je serija tretjeosebnih akcijsko-pustolovskih videoiger, katerih zgodba govori o Kratosu, špartanskem bojevniku, ki v službi boga vojne, Aresa, ubije lastno ženo in hčer, kar ga vodi do upora svojemu gospodarju. Igre vsebino črpajo iz starogrške mitologije. Serija obsega igre God of War, God of War: Chains of Olympus, God of War 2, God of War 3, God of War: Ghost of Sparta, God of War: Ascension in mobilno igro God of War: Betrayal. Serija je omejena na konzole PlayStation.

## God of War
Glavni članek: God of War (igra)
God of War sledi Kratosu med zadnjimi tremi tedni v službi bogov Olimpa. Potem, ko porazi Hidro v Egejskem morju, mu Atena obljubi, da bo odrešen mor, ki ga tlačijo zaradi umora lastne žene in otroka, če opravi svojo poslednjo nalogo. Kratos mora rešiti Atene pred napadom boga vojne, Aresa, katerega vojska desetka atensko, in ga ubiti. Kratos s pomočjo atenskega oraklja vstopi v Pandorin tempelj, ki počiva na hrbtu titana Kronosa in najde Pandorino skrinjo, s katere močjo bi lahko porazil Aresa. Ares Kratosa ubije, vendar le-ta z Zevsovo pomočjo uide iz Hada, odpre Pandorino skrinjo in ubije Aresa. Atena mu razkrije, da ga bogovi ne morejo odrešiti mor, a da so mu grehi odpuščeni. Kratos se v obupu vrže v Egejsko morje, a ga Atena reši in ga ustoliči za novega boga vojne.